# Campino Milligan
Campino Milligan (* in den Vereinigten Staaten) ist ein ehemaliger US-amerikanisch-deutscher Footballspieler.

## Laufbahn
Milligan, der teils in den Vereinigten Staaten aufwuchs, kam im Alter von sieben Jahren nach Deutschland. Er spielte bei den Berlin Rebels, von 1996 bis 2002 für die Hamburg Blue Devils und wurde in dieser Zeit dreimal mit der Mannschaft deutscher Meister (1996, 2001, 2002) sowie Eurobowl-Sieger (1996, 1997, 1998). Er wurde in der Defensive Line eingesetzt. 2001 wurde er mit der deutschen Nationalmannschaft Europameister.
2002 gründete Milligan, der beruflich als Fitnesstrainer tätig wurde, beim FC St. Pauli die Footballabteilung. Die Mannschaft erhielt den Spitznamen St. Pauli Buccaneers; er wurde deren Trainer. Einer seiner Schützlinge war dort Paco Varol. 2009 wurde Milligans Mannschaft mit dem Hamburger Bürgerpreis ausgezeichnet. 2013 wurden die Buccaneers aufgelöst.